# Jorge García del Valle Méndez
Jorge García del Valle Méndez (* 1966 in Bad Säckingen) ist ein spanisch-deutscher Komponist.

## Leben
Jorge García del Valle Méndez wurde 1966 in Bad Säckingen geboren, ist aber in Spanien aufgewachsen. Seine ersten Musikstudien erfolgten in Spanien in den Fächern Fagott und Komposition. Seit 1996 lebt er in Dresden, wo er an der Hochschule für Musik Komposition bei Jörg Herchet und Elektronische Musik bei Wilfried Jentzsch studierte. Zusätzlich nahm er an Kursen bei Komponisten wie Luis de Pablo, Mario Lavista, Leo Brower, George Benjamin, José Manuel López López, Beat Furrer und Helmut Lachenmann teil.
Seine Werke werden regelmäßig in mehreren Kontinenten aufgeführt sowie von verschiedenen Radiosendern gesendet. Aufträge erhält er von verschiedenen Institutionen. Durch die elektronische Musik kam er zur digitalen Analyse und Bearbeitung des Klanges, welche er in seinen theoretischen Arbeiten sowie in seinen Kompositionen verwendet hat. Sein Artikel über die Digitalanalyse von Fagottmehrklängen, deren klangliche Möglichkeiten und ihre Verwendung in der zeitgenössischen Musik, wurde von der Fachzeitschrift „Rohrblatt“ veröffentlicht.
Jorge García del Valle Méndez war im Jahr 2005 Stipendiat der Kulturstiftung Sachsen. Im Jahr 2006 erhielt er den zweiten Preis beim „Martirano Composition Award“ der University of Illinois (USA) für sein Werk 석양종 [seok yang jong] für Violine, Violoncello, Klavier und Elektronik, und den ersten Preis beim 4. Kompositionswettbewerb des Sächsischen Musikrates für das Werk Wutpunkt für Orchester. Dieses Werk wurde im November 2008 im Gewandhaus Leipzig uraufgeführt. Im gleichen Jahr wurde er von der Technischen Universität Dresden mit der Vertonung von mehreren Dokumentarfilmen beauftragt.
2007 wurde er von der Hochschule für Musik „Carl Maria von Weber“ Dresden mit der Realisation eines multikanalen elektronischen Werkes beauftragt. Dieses Werk wurde im November 2008 zur Eröffnung des neuen Konzertsaales uraufgeführt.
2009 erhielt er den zweiten Preis beim 5. Kompositionswettbewerb des Sächsischen Musikrates für das Werk After Dark.
2010 und 2011 widmete er sich der Vorbereitung verschiedener Konzerte in den USA und Japan. Im Jahr 2012 erhielt er ein Stipendium der Kulturstiftung Sachsen für die Komposition eines Werkes für großes Kammerensemble.

## Werke
| 1993 - Tres poemas für Fagott und Klavier - Tres piezas para piano für Klavier - Tres miniaturas für Klarinette, Violoncello und Klavier 1994 - Interior für Oboe, Fagott und Klavier - Cuadros für Holzbläserquintett, Pauken und 2 Schlagzeuger - Grete für Flöte, Fagott, Marimba, Schlagzeug und Klavier - Desidia für Sopran und Fagott - Después für Chor 1995 - Fuegos für Streichorchester - Gárgolas für Blechbläserquintett und Pauken - Monólogo für Violoncello 1996 - Blocksuite für 2 Blockflöten 1997 - Finsterer Falter für Flöte, Fagott, Violoncello, Marimba und Schlagzeug 1998 - Menschlich für Fagott - Alle Feuer dem Feuer für 4-Kanal-Tonband 1999 - Abwesenheit für Violine und Kontrabass - Hörspiel für Orgel - Monotonie für Kammerensemble - Innere Dämonen (Entre cisnes y diablos) für Fagott und 2-Kanal-Tonband 2000 - Cronopio für 2-Kanal-Tonband - Babel für 13 Streicher - Schatten für Flöte, Klarinette, Violin, 4 Klaviere und 2 Schlagzeuger 2001 - Augenstrauß für Fagott und Orchester - An A. B. für Vocalensemble und Live-Elektronik - Réplica für Klarinette oder Saxophon und Klavier 2002 - Wutpunkt für Orchester - Irrtum für Klarinette und Schlagzeug | 2003 - Trialog für Holzbläsertrio - Du, Deiner, Dich, Dir für 4-Kanal-Tonband - ¿Dónde está el mar? für Flöte, Violoncello, Klavier und 2-Kanal-Tonband - Esbozo de un sueño für Oboe, Klarinette, Fagott, Klavier und Elektronik 2004 - Música – Máquina für Kammerensemble und Elektronik - 석양종 [seok yang jong] für Violine, Violoncello, Klavier und Elektronik - 풍경1 [pungkyeong 1] (임의 소식을 전해다오) für 2-Kanal-Tonband 2005 - I dream you dreamed about me für Kammerensemble 2006 - Waterdreams für 2 Trompeten, 2 Posaunen und Elektronik 2007 - Tales of Time für Kammerensemble - Insane für 2-Kanal-Tonband - 풍경2 [pungkyeong 2] für 2-Kanal-Tonband - Islands für Flöte, Violoncello, Harfe und Akkordeon 2008 - Silence and I für 13 Streicher - The other side für Elektronik (11 Kanäle) - After Dark für Klarinette, Violine, Viola, Violoncello und Klavier 2009 - Blue Water, Dark Sky für Oboe und Elektronik - Floating Voices für Oboe, Klarinette, Fagott und Elektronik 2010 - Road, River and Rail für Kammerensemble und Elektronik - 黒い雨 [Kuroi ame] für Blockflöte und Elektronik 2011 - Far away from anywhere für Flöte und Klavier - Visions of the Void für Klavier und Elektronik 2012 - no sun, no moon für Bassflöte und Elektronik - Extremely, irrevocably… für Kammerensemble |